# Ibalonius bimaculatus
Ibalonius bimaculatus (лат.) — некогда вид паукообразных из семейства Podoctidae отряда сенокосцев. Впоследствии он стал называться Ibalonius inscriptus Loman, 1902 Эндемик островов Маэ и Силуэт из Сейшельского архипелага. 
Обитают в листовой подстилке лесистой местности на высоте от 400 до 700 м.
Исследование динамики численности не производилось, но наблюдения показывают, что значительных изменений в ней нет. Однако некоторые  участки мест обитания сильно деградировали из-за распространения инвазивных видов растений, особенно корицы (Cinnamomum verum). Поэтому МСОП присвоил таксону охранный статус «Вымирающие виды» (EN).